# Digital Monster Ver. S: Digimon Tamers
Digital Monster Ver. S: Digimon Tamers (デジタルモンスターVer.S～デジモンテイマーズ Dejitaru Monsutā Ver.S ~ Dejimon Teimāzu?) är ett datorspel utvecklat av Tose och publicerat av Bandai för Sega Saturn år 1998. Spelet är det första i Digimon-serien.

## Fotnoter
1. ↑  ”Digital Monster: Version S Digimon Tamers” (på engelska). GameFAQs. Arkiverad från originalet den 15 november 2010. https://web.archive.org/web/20101115231812/http://www.gamefaqs.com/saturn/570761-digital-monster-version-s-digimon-tamers/data. Läst 31 juli 2011.